# Zerka T. Moreno
Zerka T. Moreno (* 13. Juni 1917 in Amsterdam als  Zerka Toeman; † 19. September 2016 in Rockville, Maryland) war eine US-amerikanische Psychotherapeutin und Mitgründerin des Psychodramas. Sie war engste Mitarbeiterin und ab 1949 die Ehefrau von Jakob Levy Moreno.
Zerka T. Moreno ist eine der Mitgründerinnen der International Association for Group Psychotherapy.

## Publikationen
- Gessmann, Hans-Werner: Megalomania normalis oder der Versuch einer Biographie J. L. Morenos. In: Bausteine zur Gruppenpsychotherapie, Band 3, Jungjohann Verlag, Neckarsulm, 1990, S. 23–57
- Psychodrama, surplus reality and the art of healing. Gem. mit LD Blomkvist, Th Rützel. Routledge, London, Philadelphia 2002
- Love songs to life: A book of poetry. Beacon House, New York 1971.
- Psychodrame d'enfants. Presses universitaires de Paris, Paris 1969.
- Psychodrama. Volume 2 and 3. Gemeinsam mit Jakob L. Moreno. Beacon House, New York 1959 bzw. 1969.

## Nachweise
1. ↑  Stumm/Pritz et al.: Personenlexikon der Psychotherapie, Wien New York 2005, 335–337